# Гуска білолоба

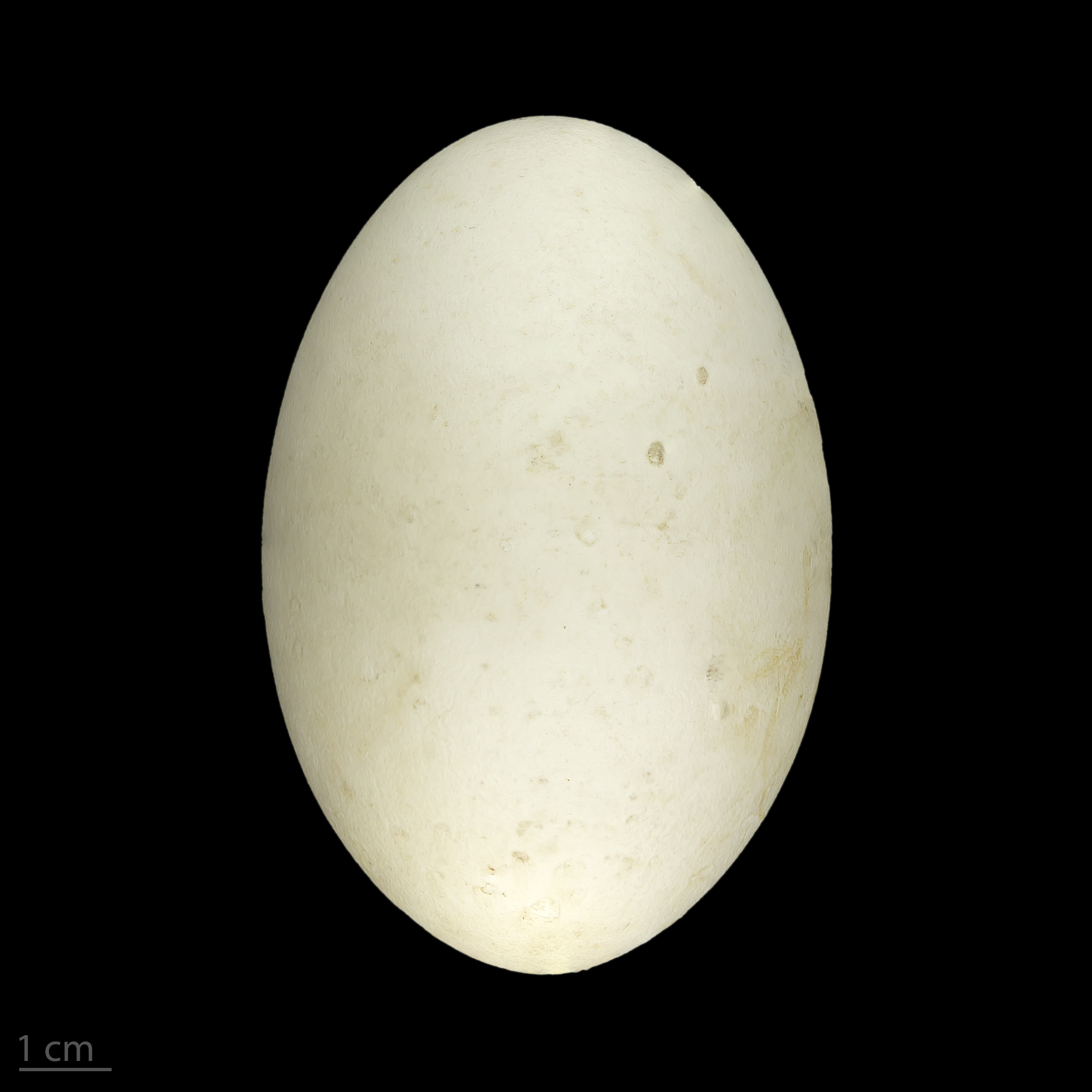
яйце Anser albifrons - Тулузький музей

Гу́ска білоло́ба (Anser albifrons) — птах родини Качкових. В Україні пролітний, зимуючий вид.

## Опис
Гуска білолоба має довжину тулуба 65—78 см, розмах крил 130—165 см, вагу — 2—3,2 кг. Колір пір'я у гуски зверху тьмяно-сірий, знизу дещо світліший. Має чорні плями на череві та білу пляму на лобі, яскраво помаранчеві ноги.

## Поширення
Селиться білолоба гуска на тундровій частині Європи, Азії та Північної Америки, а також її багато на островах Північного Льодовитого океану.
На зиму відлітає на південь — до Мексики, островів Карибського моря, Південної Європи, Середньої Азії, Індії, Китаю, Кореї, Японії.

## Спосіб життя
Гуска білолоба — це більш суходольний птах, ніж водно-болотний. Більшу частину життя він проводить на землі. Дуже добре ходить по землі й швидко бігає. При цьому добре плаває, а при небезпеці пірнає.
Гнізда влаштовує на сухих ділянках тундри, поблизу прісних водоймищ. Висиджує яйця самка до 25 днів, відкладає у кладку від 3 до 6 яєць. Вони з'являються білими із жовтим відтінком.
Живиться здебільшого рослинною їжею, водоростями, ягодами.

## Значення
Гуска білолоба має велике промислове та мисливське значення у житті людини.